# Pink Razors
Pink Razors är ett studioalbum av Chixdiggit, utgivet 2005.

## Låtlista
1. "Welcome to the Daiso" - 1:41
2. "I Remember You" - 2:33
3. "Get Down" - 0:31
4. "You're Pretty Good" - 1:48
5. "Geocities Kitty" - 1:57
6. "J Crew" - 2:10
7. "Good Girls" - 2:05
8. "Earthquake" - 0:56
9. "Koo Stark" - 2:22
10. "C.G.I.T." - 2:44
11. "Jimmy the Con" - 2:05
12. "Paints Her Toenails" - 3:03
13. "Nobody Understands Me" - 1:51
14. "(tyst spår)" - 0:59
15. "Pink Razors" bandkommentar" - 27:23

### Fotnoter
1. ↑  ”Pink Razors”. Bad Taste Records. Arkiverad från originalet den 5 augusti 2011. https://web.archive.org/web/20110805031840/http://www.badtasterecords.se/records.asp?id=254. Läst 12 januari 2012.